# Papa Hygin
Papa Hygin (n.  ?, Atena, Grecia – d. 142 d.Hr., Roma, Imperiul Roman) a fost un episcop al Romei în perioada 138 - 142.  Nu s-a păstrat aproape nici o sursă despre Papa Hygin. Ar fi fost de origine atenian și ar fi studiat filosofia. În timpul pontificatului său, ar fi fost implicat în organizarea ierarhiilor bisericești, deși această informație este contestată. Ar fi fost martir, fiind sărbătorit în ziua de 11 ianuarie.

## Origine
Conform surselor antice, Papa Hygin a fost a al 9-lea papă. Sunt mai multe ipoteze cu privire la durata pontificatului său. Catalogul Liberian din sec. al IV-lea vorbește de 12 ani; Eusebiu din Cezareea și Liber Pontificalis menționează  4 ani iar istoricii apreciază ca această durată  este mai probabilă și acceptabilă. Papa Hygin este menționat de Eusebiu, care afirmă că acesta a decedat în primul an al domniei lui Antoninus Pius, împărat în anii 138 - 161, ceea ce înseamnă că Papa Hygin a decedat în 138 - 139.   
Conform Liber Pontificalis, Papa Hygin a fost un filosof grec provenit de la Atena (și acest fapt pare probabil, mai ales dacă se ia în considerație că au existat cazuri asemănătoare cum ar fi cel al Sf. Iustin Martirul – filosof și apologet – venit din Orient la Roma (100 – 165).
Celelalte afirmații din Liber Pontificalis sunt că a reorganizat ierarhic clerul, că a fost înmormântat alături de Sf. Petru, dar acestea nu au valoare istorică.

## Realizări
În decursul pontificatului său au venit la Roma gnosticii de origine orientală Valentinus și Kedron din Alexandria, care au cauzat apariția unor curente eretice. Erezia numită Gnosticism avea o natură elitistă, aparținând doar membrilor care posedau cunoașterea supremă (gnosa) și combina filosofia greacă cu învățătura creștinismului timpuriu transmis oral.
În decursul acestei perioade începe să se afirme episcopatul monarhic, dar rolul instituțional al Papei Hygin este incert.

## Decretul
- A determinat prerogativele clerului,
- Ar fi stabilit gradele ierarhiei ecleziastice,
- A orânduit ca nașii de botez să aibă grija creștină față de cei botezați, decretând ca toate bisericile să consacre acest lucru.

## Martir
A murit ca martir în timpul persecuției anticreștine a împăratului Marcus Aurelius, dar nu este verificabil acest lucru.